# Giorgio Pazzini
Giorgio Pazzini (Pontedera, 1912 – Gandesa, 9 aprile 1938) è stato un militare italiano, decorato di Medaglia d'oro al valor militare alla memoria nel corso della guerra di Spagna.

## Biografia
Nacque a Pontedera nel 1912, figlio di Delfino Adolfo e Ava Mattoni. Studente presso il Liceo scientifico di Livorno, chiese inutilmente di partecipare alle operazioni militari contro l'Etiopia in Africa Orientale come semplice camicia nera. Rinunciando quindi al beneficio che gli competeva come studente e nel giugno 1936 si arruolò nel Regio Esercito, in qualità di allievo ufficiale di complemento dell'arma di fanteria, presso il 94º Reggimento fanteria "Messina" di stanza a Fano. Ottenuta la nomina ad aspirante, nell'aprile 1937 venne assegnato all'88º Reggimento fanteria "Friuli", dove fu promosso sottotenente, e nel mese di settembre fu trasferito al 22º Reggimento fanteria "Cremona" della omonima Brigata. In quello stesso mese partì volontario per combattere nella guerra di Spagna, e una volta arrivato in Spagna entrò in servizio nel Corpo Truppe Volontarie assegnato al battaglione d'assalto "Carroccio", 3º Reggimento legionario, della 4ª Divisione fanteria "Littorio". Rimasto gravemente ferito a Gandesa, decedette il 9 aprile 1938 presso l'ospedale della Croce Rossa Italiana in seguito alle ferite riportate nel combattimento del giorno precedente. Con Regio Decreto del 18 aprile 1940 fu insignito della medaglia d'oro al valor militare alla memoria.

### Fonti
1. 1 2 3 4 5 6  Combattenti Liberazione.
2. ↑   Bollettino ufficiale delle nomine, promozioni e destinazioni negli ufficiali e sottufficiali del R. esercito italiano e nel personale dell'amministrazione militare, 1940,  p. 6813. URL consultato il 12 marzo 2022.
3. ↑  Medaglie d'oro al valor militare sul sito della Presidenza della Repubblica
4. ↑  Registrato alla Corte dei conti addì 18 maggio 1940, registro 16 guerra, foglio 317.